# Alojzije Stepinac

Escut del Cardenal Stepinac

Viktor Alojzije Stepinac (Krasic, Imperi Austrohongarès, 8 de maig de 1898 - 10 de febrer de 1960) fou un cardenal catòlic de Croàcia que va ser arquebisbe de Zagreb des de 1937 fins a 1960. Va presidir l'Església Catòlica de Croàcia durant la Segona Guerra Mundial, període en què va cohabitar amb l'ocupació de l'Eix, en particular amb els ústaixes de l'Estat Independent de Croàcia (NDH), un Estat titella nazi. El 1946, en un veredicte que polaritzà l'opinió pública, tant a Iugoslàvia com a l'exterior, les autoritats iugoslaves el van declarar culpable de col·laboracionisme amb el moviment feixista Ústaixa i complicitat en permetre la conversió forçosa dels serbis ortodoxos al catolicisme. Va ser condemnat a 16 anys de presó, però després de cinc anys va ser posat en llibertat i confinat a la seva parròquia natal de Krasic, on va morir el 1960.
Va negar-se a marxar a l'exili, com li havia proposat el règim comunista. El 1952 va ser nomenat cardenal pel papa Pius XII, fet que trencà les relacions entre el Vaticà i Iugoslàvia. El 1998, Joan Pau II el va declarar beat màrtir. Stepinac és un figura controvertida, que sempre ha polaritzat els que el consideren un màrtir anticomunista i heroi dels croats amb els que l'acusen d'haver col·laborat amb Ante Pavelic i la causa Ústaixa.

## Primers anys (1898-1934)
Stepinac va néixer al poble de Brezarić, a la parròquia de Krasić, fill de Josep Stepinac i la seva dona Barbara. Va ser el cinquè de vuit fills d'una família camperola. El 1909 es va traslladar a Zagreb per estudiar al Klasična Gimnazija, i es va graduar el 1916. Just abans del seu divuitè aniversari va ser reclutat per l'exèrcit austrohongarès. Formava part del 96è Regiment d'Infanteria de Karlovac, abans d'anar a Rijeka per a entrenar-se durant sis mesos. Posteriorment, va ser enviat a servir al front italià durant la Primera Guerra Mundial. El juliol de 1918 va ser capturat pels italians, que el van mantenir com a presoner de guerra durant cinc mesos. Després de la formació de l'Estat dels Eslovens, Croats i Serbis, i quan ja no era considerat soldat enemic, es va oferir per a la legió de Iugoslàvia que estava ocupada en el front de Salònica. Uns mesos més tard, va ser desmobilitzat i va tornar a casa seva a la primavera de 1919.
Pel seu servei a les forces iugoslaves durant la Primera Guerra Mundial, va ser guardonat amb l'Ordre de l'Estrella de Karađorđe, condecoració per heroisme al Regne de Iugoslàvia. Després de la guerra, es va matricular a la Facultat d'Agronomia de la Universitat de Zagreb, però la va deixar després d'un semestre, i va tornar a casa per ajudar el seu pare. El 1922, Stepinac formar part de l'associació Àguiles Croates, i va viatjar a Brno per participar en una marxa que encapçalà amb una bandera de Croàcia. El 1924, va viatjar a Roma per estudiar per al sacerdoci en el Col·legi pontifíci Germanicum et Hungaricum. Durant els seus estudis va fer amistat amb el futur Cardenal Franz König, amb qui va coincidir en el mateix equip de voleibol. Va ser ordenat sacerdot el 26 d'octubre de 1930 per l'arquebisbe Giuseppe Palic, en una cerimònia on també fou ordenat Franjo Šeper. L'1 de novembre, va dir la seva primera missa a la Basílica de Santa Maria la Major. El 1931 es va convertir en capellà de parròquia a Zagreb, on va ajudar a establir-hi aquell mateix any Càritas Diocesana.

## Bisbe coadjutor i Arquebisbe de Zagreb (1934-1939)

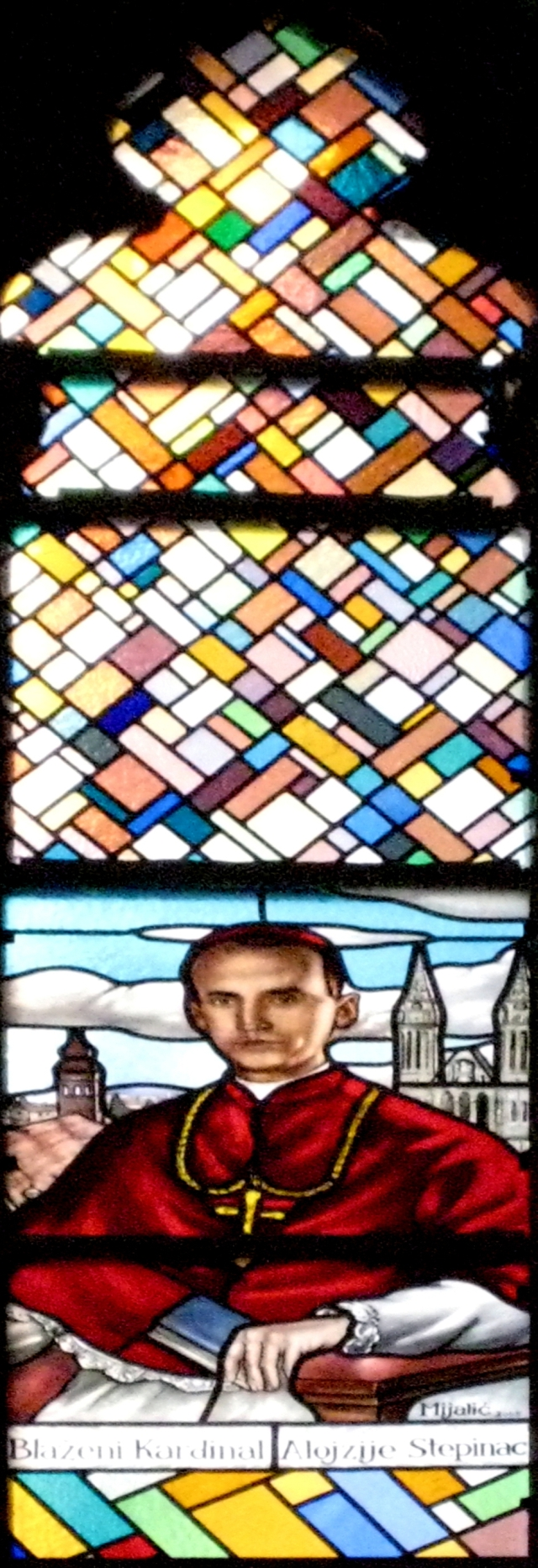
Beat màrtir kardinal Alojzije Stepinac - Rijeka.

Va ser nomenat bisbe coadjutor a la seu de Zagreb el 1934, després que altres candidats fossin rebutjats per Pius XI i perquè era necessari l'acord del rei Alexadre I de Iugoslàvia. Després del seu nomenament, va prendre In te, Domine, speravi (oh Senyor, en tu he confiat), com el seu lema. Durant aquest període, el rei Alexandre governava el país amb poders dictatorials. Stepinac va ser un dels signants del Memoràndum de Zagreb exigint al rei l'alliberament de Vladko Maček i altres polítics de Croàcia, així com una amnistia general. Les autoritats van negar a Stepinac permís per visitar Maček i poder agrair-li els bons desitjos pel seu nomenament com a coadjutor.
El rei Alexandre va ser assassinat a Marsella el 1934, i a Stepinac, juntament amb els bisbes Antun Akšamović, Dionizije Njaradi i Gregorij Rozman, se'ls va donar un permís especial de la Santa Seu per assistir al funeral en una Església Ortodoxa. El polític croat Ante Trumbić va parlar a Stepinac en diverses ocasions el 1934. En la seva relació amb el Regne de Iugoslàvia, descrigué Stepinac com a "lleial a l'Estat tal com és, però amb la condició que l'Estat actuï amb l'Església catòlica com amb totes les religions i que en garanteixi la llibertat". El 30 de juliol va rebre el diputat francès Robert Schuman, a qui va dir: "No hi ha justícia a Iugoslàvia. […] L'Església catòlica pateix molt".
El 1936, va pujar al Triglav, el pic més alt de Iugoslàvia (fet commemorat el 2006 amb la construcció d'una capella en aquest cim). El 1937 va encapçalar una peregrinació a Terra Santa (aleshores sota el Mandat Britànic de Palestina). Durant el pelegrinatge va beneir un altar dedicat al màrtir Nikola Tavelic (beatificat aleshores, més tard canonitzat).
El 7 de desembre 1937 l'arquebisbe Anton Bauer va morir i, tot i que tenia menys de 40 anys, Stepinac el va succeir com a arquebisbe de Zagreb. Durant la Quaresma del 1938 Stepinac digué a un grup d'estudiants de la Universitat de Zagreb:
| « | L'amor cap a la pròpia nació no pot convertir a un home en un animal salvatge, que destrueix tot i fa una crida a les represàlies, però l'ha d'ennoblir, perquè la seva pròpia nació assegura el respecte i l'amor per les altres nacions. | » |

## Segona Guerra Mundial
Stepinac va ser l'arquebisbe de Zagreb durant la Segona Guerra Mundial a l'Estat Independent de Croàcia (NDH), un estat titella format per les potències de l'Eix en part del territori de Iugoslàvia després de la seva ocupació l'abril de 1941. Regit pel moviment radical Ústaixa d'Ante Pavelic, Stepinac va acollir amb satisfacció la proclamació d'aquest Estat i la fi del regne de Iugoslàvia, igual que altres líders influents de Croàcia (en particular, Vladko Macek del Partit Camperol Croat). Durant la guerra, cada 10 d'abril es va celebrar una Missa per a celebrar la proclamació de l'estat. El 21 d'abril de 1941, el diari catòlic Katolički List, controlat per Stepinac com a president de la Conferència Episcopal, va informar que s'havia donat la benvinguda als dirigents Ústaixa en dues reunions el 12 i el 16 d'abril. Amb l'exèrcit iugoslau combatent encara els invasors en algunes zones, s'ha assenyalat aquest fet com una traïció, ja que era una violació del jurament que Stepinac havia fet al Rei en ser nomenat bisbe coadjutor. Encara que l'Estat Independent de Croàcia mai va ser reconegut per altres Estats, ni tan sols el Vaticà, que no fossin de l'Eix, Stepinac va exhortar públicament la seva jerarquia a pregar per la nova entitat, i li va demanar a Déu de donar esperit de saviesa al líder Ústaixa Ante Pavelić per al benefici de la nació. En els informes que Stepinac va elaborar per al Vaticà, només va parlar favorablement sobre el règim. El 28 de març de 1941 havia deixat clara la seva visió negativa dels serbis:
| « | En general, croats i serbis són dos mons, el pol nord i el pol sud, mai seran capaços de reunir-se si no és per un miracle de Déu. El cisma (ortodox) és la maledicció més gran d'Europa, gairebé més gran que el protestantisme. Aquí no hi ha moral, ni principis, ni veritat, ni justícia, ni honestedat | » |
| — | |   |

Durant el període d'activitats d'extermini dels ústaixes, el 14 de maig de 1941 Stepinac va enviar una carta de protesta a Pavelić en assabentar-se de la massacre de Glina, exigint que
| « | ...en tot el territori de l'Estat Independent de Croàcia, que no mori ni un serbi si no es prova la seva culpabilitat. | » |
| — | |   |

 El diumenge 24 de maig de 1942, va utilitzar el púlpit i una carta de la diòcesi per condemnar el genocidi, sense citar els serbis:
| « | Tots els homes i totes les races són filles de Déu, totes sense distinció. Aquells que són gitanos, negres, europeus, o aris, tots tenen els mateixos drets .... Per aquesta raó, l'Església Catòlica sempre ha condemnat i segueix condemnant, tota injustícia i tota forma de violència comesos en nom de les teories de classe, raça o nacionalitat. No és permissible perseguir els gitanos i jueus, per la creença que són una raça inferior | » |
| — | |   |

També va escriure directament a Pavelić, el 24 de febrer de 1943, en referència al camp de concentració de Jasenovac:
| « | El camp de Jasenovac és una taca en l'honor del NDH. Poglavnik! Als que em miren com a sacerdot i bisbe els dic, com ho va fer Crist a la creu: Pare, perdona'ls perquè no saben el que fan. | » |
| — | |   |

Més tard, Stepinac va demanar als funcionaris del govern aturar la persecució dels Jueus i altres, instant-los a distingir entre les persones implicades en actes il·lícits i altres que van ser marcats per motius racials o presos com a ostatges. També va demanar tolerància per als matrimonis mixtos i les persones convertides al catolicisme. Stepinac va aconsellar als sacerdots a admetre els fidels ortodoxos a l'Església catòlica si les seves vides estaven en perill, en unes conversions temporals que han estat motiu de controvèrsia, ja que també existia un programa ústaixa de conversions forçoses. També va estar involucrat en nombrosos esforços per salvar centenars de jueus, abans i durant la guerra, tal com confirmà Amiel Shomrony, secretari personal del gran rabí de Zagreb fins al 1942 Miroslav Salom Freiberger, i que actuà de mitjancer entre aquest i Stepinac. El govern Ústaixa instà la Santa Seu a retirar Stepinac, però el Vaticà declinà, ja que no reconeixia l'estat croat, malgrat la pressió d'Itàlia.
A finals de 1941, va començar a circular una carta suposadament escrita per Grisogono Prvislav, croat del Partit Democràtic Independent, a Stepinac, condemnant-lo pels crims comesos contra els serbis. En el moment de la difusió de la carta Grisogono estava internat al camp de concentració de Banjica, i en ser alliberat va escriure a Stepinac per a desmentir que li hagués escrit, i que es tractava d'una falsificació, fet que no va aturar la utilització de la carta per part del govern a l'exili, incloent la difusió per la seva ràdio (tot i que Milan Grol, president del Partit Demòcrata i el ministre de comunicacions en el govern iugoslau, van denunciar també la carta com una falsificació).
Stepinac i el nunci papal a Belgrad mediaren amb les tropes italianes, hongareses i búlgares, instant a que es permetés els jueus iugoslaus refugiar-se en els territoris ocupats dels Balcans per evitar la deportació. També va permetre viatges a través d'aquests territoris cap a Turquia o Espanya, de la mà del nunci Angelo Roncalli.

## Postguerra (1945-1946)
Stepinac va ser l'únic líder religiós d'alt rang a Zagreb que va sobreviure a la guerra. El rabí de la municipalitat, Miroslav Šalom Freiberger, va ser enviat a Auschwitz per les SS el 1943, i morí poc després de l'arribada al camp d'extermini. El metropolità ortodox serbi Dositej Vasić va morir a Belgrad el 13 de gener de 1945. Després de la seva arribada, els partisans iugoslaus van detenir el bisbe evangèlic Philip Popp, el muftí Ismet Muftić i el cap de la denominada Església Ortodoxa de Croàcia, Germogen Maksimov, i els van executar.
Després de la guerra. El 17 de maig de 1945, va ser detingut Stepinac. El 2 de juny, el primer ministre Josip Broz Tito es va reunir amb representants de l'Arxidiòcesi de Zagreb.
L'endemà, Stepinac va ser alliberat. El 4 de juny es va reunir amb Tito, sense arribar a cap acord. El 22 de juny, els bisbes catòlics de Croàcia va fer pública una carta acusant les autoritats iugoslaves de les injustícies i els crims contra ells.
El 28 de juny, Stepinac escriure una carta al Govern de Croàcia demanant que es posés fi a la persecució dels col·laboracionistes durant la guerra (la col·laboració amb l'Eix s'havia estès molt a la Iugoslàvia ocupada). El 8 de juliol, Stepinac va dirigir el seu pelegrinatge anual a Marija Bistrica, congregant entre 40.000 i 50.000 persones. Aquest seria el seu darrer pelegrinatge a la basílica. El 10 de juliol, el secretari de Stepinac Stjepan Lackovic va viatjar a Roma. Mentre hi era, les autoritats iugoslaves li va prohibir tornar.
A l'agost, la introducció d'una nova llei de reforma agrària va suposar la legalització de la confiscació de 85% de les explotacions de l'església catòlica a Iugoslàvia.
Del 17 al 22 setembre de 1945, es va celebrar a Zagreb un sínode de la Conferència de Bisbes de Iugoslàvia, on van debatre aquestes qüestions. El 20 d'octubre, Stepinac va publicar una carta en què afirmava que 273 clergues havien estat assassinats des de l'arribada dels partisans al poder, a més de 169 empresonaments i altres 89 desaparicions. Es va argumentar, però, que la majoria d'aquestes execucions no havien estat ordenades pel comandament iuguslau i eren, majoritàriament, accions espontànies contra clergues pro-nazis per part de grups aïllats de partisans que no tenien res a veure amb el govern iugoslau. En resposta a la carta de Stepinac, Tito va parlar per primer cop públicament contra ell en l'editorial d'un diari. Per primera vegada per un editorial en un diari l'acusava de declarar la guerra a la nova Iugoslàvia.
En la creació d'una nova república sense la devastació de la guerra i les restes de ressentiments de l'antic regne, Tito va establir la fraternitat i la unitat com a objectiu i política central del nou estat. En aquest clima, la persistència de Stepinac tenia poca probabilitat d'èxit. El 4 de novembre una munió de gent l'havia apedregat a Zaprešić, i el gener de 1946 Iugoslàvia va demanar a la Santa Seu que el destinés a un altre lloc, petició que va ser refusada. El 5 de gener de 1946 Stepinac va rebre la visita de Randolph Churchill, qui va dir que l'agència iugoslava OZNA espiava l'arquebisbe i li censurava la correspondència interna.

## Judici
El setembre de 1946, les autoritats iugoslaves van encausar Stepinac amb diversos càrrecs: la col·laboració amb les forces d'ocupació, les relacions amb el règim genocida Ústaixa, l'existència de capellans agitadors a l'exèrcit ústaixa, les conversions forçoses dels serbis ortodoxos al catolicisme, i per alta traïció contra el govern iugoslau. Stepinac va ser detingut el 18 de setembre de 1946, i el seu judici va començar el 30 de setembre del mateix any. Stepinac va ser jutjat juntament amb els ex-funcionaris del govern ústaixa incloent Erih Lisak (condemnat a mort) i Ivan Šalić. En total hi havia 16 acusats.
El 3 d'octubre, quart dia del procediment, Stepinac va fer un llarg discurs de 38 minuts durant el qual va exposar els seus punts de vista sobre la legitimitat del judici. Va afirmar que el procés era un judici show, que les acusacions contra ell eren un atac de l'Estat cap a l'Església, i que no hi havia hagut conversions fetes amb mala fe. Va afirmar que tenia la consciència tranquil·la respecte a totes les acusacions, que no tenia la intenció de defensar-se o de recórrer un possible condemna, i que estava disposat a assumir el ridícul, el menyspreu, la humiliació i la mort per les seves creences. Va afirmar que el vicariat militar a l'Estat Independent de Croàcia va ser creat per atendre les necessitats dels fidels entre els soldats i no pel mateix exèrcit, ni com un signe d'aprovació de totes les accions per l'exèrcit. A més, va afirmar que mai havia estat un ústaixa, i que el seu nacionalisme croat derivava dels greuges de la nació al domini del Regne de Iugoslàvia pels serbis, i que mai havia participat en cap activitat anti-governamental o terrorista contra els serbis.
Stepinac també va denunciar de nou que entre 260 i 270 sacerdots van ser executats sumàriament per l'exèrcit iugoslau per col·laboracionisme (pràctica estesa entre el clergat catòlic en moltes parts de l'estat croat), i que ell considerava aquests sentències de mort incivilitzades. També va criticar la nacionalització dels béns de l'Església (escoles, seminaris, orfenats, impremtes), la nova divisió entre església i l'estat (prevenció de la participació de l'Església en l'educació, premsa, obres de caritat, i l'ensenyament de la religió a l'escola), així com la presumpta intimidació del clergat. També es va queixar en contra de qüestions com ara l'ateisme, la teoria de l'evolució, el materialisme i el comunisme en general.
L'Estat va aportar proves i testimonis sobre les matances i les conversions forçoses realitzades per membres del vicariat militar de Stepinac, explicant que les conversions forçoses van ser molts cops seguides de la massacre dels nous conversos. L'Estat va assenyalar que, en el supòsit que l'arquebisbe hagués no ordenat explícitament aquestes accions, tampoc va fer res per aturar, condemnar, o castigar els que n'eren responsables dins de la seva església. També van assenyalar el desproporcionat nombre de capellans en les forces armades del NDH, detallant la seva relació amb les autoritats ústaixes. La implicació del Vaticà en les acusacions no va ser exclosa.
L'11 d'octubre de 1946, el tribunal va declarar Stepinac culpable d'alta traïció i crims de guerra. Va ser condemnat a 16 anys de presó (pena considerada lleu aleshores per als càrrecs de traïció).

### Reaccions
El judici va ser condemnat des del primer moment pel Vaticà. Tots els catòlics que havien participat en la detenció i el procediment judicial, van ser excomunicats per Pius XII, que va referir-se al procés com el 'trist judici' (tristissimo processo). Molts catòlics i d'altres crítics van afirmar que el procés judicial es va veure afectat per la presumpta extorsió en declaracions de testimonis, i l'ús de testimonis i documents falsos. Causà polèmca l'ús com a prova d'una presumpta carta de Stepinac adreçada al Papa el 1943, on l'arquebisbe expressava el seu suport al programa de conversió massiu aplicat pels ústaixes i l'NDH. Stepinac va negar haver-la escrit, i el fiscal va declarar que n'existia una còpia signada per Stepinac. La forma en que el judici es va dur a terme va ser criticat per l'Església Catòlica, Suïssa, diversos altres estats occidentals i diversos nacionalistes Iugoslaus (majoritàriament croats).
El 13 d'octubre de 1946, The New York Times va escriure:
| « | El judici de l'Arquebisbe Stepinac va ser purament polític i amb el resultat predeterminat. El judici i la condemna d'aquest prelat croat estan en contradicció amb el compromís de Iugoslàvia de respectar els drets humans i les llibertats fonamentals de tothom sense distinció de raça, sexe, idioma o credo. L'Arquebisbe Stepinac va ser condemnat i empresonat com a part de la campanya en contra de la seva església, culpable només de ser l'enemic del comunisme. | » |

L'1 de novembre de 1946 Winston Churchill es va dirigir a la Cambra dels Comuns del Regne Unit sobre el judici, expressant la seva "gran tristesa" pel veredicte. La Dáil Éireann irlandesa va aprovar una resolució condemnant la pena de presó de Stepinac. Als Estats Units, Stepinac va comptar amb el suport de l'arquebisbe de Boston, Richard Cushing, que va pronunciar diversos sermons en el seu suport.

## Empresonament
En absència de Stepinac, i fins a la seva mort, Josip Ujčić fou elegit president de la Conferència dels Bisbes de Iugoslàvia. El març de 1947, el president de la República Socialista de Croàcia, Vladimir Bakarić, va realitzar una visita oficial a Lepoglava per visitar Stepinac a la presó. Ell es va oferir a signar una petició d'amnistia dirigida a Tito, que al seu torn, permetés Stepinac a abandonar el país. En canvi, Stepinac va donar a Bakarić una petició per a Tito de ser jutjat per un tribunal neutral, i va oferir-se a explicar les seves accions a la població croata a la plaça més gran de Zagreb. No es va rebre cap resposta positiva a les peticions. El febrer de 1949, la Cambra de Representants dels Estats Units va aprovar una resolució condemnant la pena de presó de Stepinac, i el Senat seguí l'exemple alguns mesos més tard.
L'11 de novembre de 1951 el periodista del The New York Times Cyrus Leo Sulzberger va entrevistar Stepinac a la presó, guanyany el Premi Pulitzer d'aquell any per aquell reportatge.

La visita d'una delegació del Congrés dels Estats Units, que incloïa Clement J. Zablocki i Edna F. Kelly, va pressionar per veure Stepinac a finals de novembre de 1951. La petició va ser denegada per les autoritats iugoslaves, però el mateix Tito els va assegurar que Stepinac seria alliberat en el termini d'un mes.
Finalment Stepinac va complir cinc anys prsó dels seus setze anys de condemna per alta traïció a la presó de Lepoglava, on va rebre tractament un preferencial en reconeixement de la seva condició clerical. Es va allotjar en dues cèl·les d'ús personal i una cel·la addicional que era la seva capella privada, estan exempt del treball més dur. Va ser posat en llibertat en un gest de conciliació del primer ministre iugoslau Josip Broz Tito, amb la condició que es retirés a Roma o a la seva parròquia natal de Krasić. Es va negar a sortir de Iugoslàvia, i va optar per viure en Krasic, on va ser traslladat el 5 de desembre de 1951. Va afirmar que: "Mai em faran marxar a menys que em posin en un avió per la força i em portin a la frontera. És el meu deure en aquests temps difícils quedar-me amb el poble."
El 31 de gener de 1952 les autoritats iugoslaves va suprimir l'educació religiosa a les escoles estatals públiques, com a part del programa de separació d'església i l'estat a Iugoslàvia. A l'abril, Stepinac li va dir a un periodista belga de La Libertea: "Estic molt preocupat per la joventut catòlica. A les escoles s'estan duent a terme propaganda comunista intensiva, basada en la negació de la veritat".

## Cardenal (1953-1960)
El 29 de novembre de 1952, el seu nom va aparèixer en una llista de nous cardenals, Pius XII, fet que va coincidir amb el dia de la República de Iugoslàvia dia. En resposta, el 17 de desembre de 1952 els i el govern no alineat iugoslau va trencar relacions diplomàtiques amb el Vaticà. El govern també va expulsar de la Universitat de Zagreb la Facultat Catòlica de Teologia, vincle que no es va restablir fins a l'arribada d'un govern no-socialista a Croàcia, el 1991.
El 29 de juny de 1956 Pius XII va escriure a Stepinac i tres altres cardenals empresonats (Stefan Wyszynski, József Mindszenty i Josef Beran), instant als seus seguidors a mantenir-se lleials. Stepinac no va poder participar en el conclave del 1958 per a elegir Papa a causa del seu arrest domiciliari, tot i les crides de la Conferència de Bisbes de Iugoslàvia pel seu alliberament. El 2 de juny de 1959, va escriure en una carta a Iván Meštrović: "Jo probablement no viuré per veure el col·lapse del comunisme al món, a causa a la meva mala salut. Però estic absolutament segur del col·lapse."

## Mort i beatificació

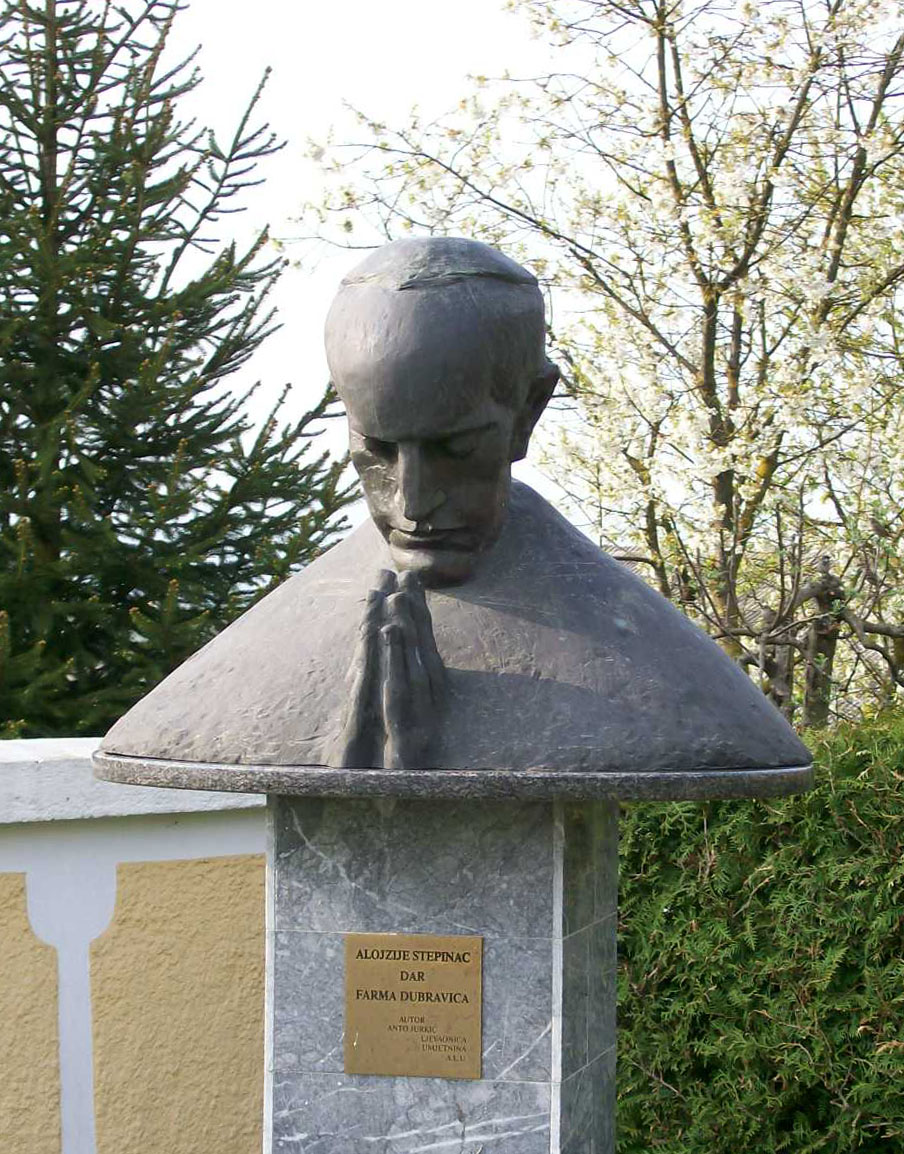
Bust de Stepinac a Zagreb

El 1953, Stepinac va ser diagnosticat de policitèmia, un trastorn de la sang, i va morir set anys més tard, a l'edat de 61 anys, d'una trombòsi. Va ser enterrat a Zagreb amb un funeral adequat al seu rang clerical, amb el permís de Tito. El cardinal Franz König en fou un dels assitents. Tot i que Stepinac va morir pacíficament a casa seva, per a molts dels seus partidaris i d'altres catòlics es va convertir en un màrtir ràpidament. No hi ha proves que fos assassinat, però s'ha argumentat que el deteriorament de la salut durant els seus últims anys de vida van ser conseqüència del seu empresonament, potser agreujat pel fet que va ser tractat a casa en comptes d'un hospital (com així es va establir per llei). Davant d'això, altres argumenten que gaudia d'un tractament favorable a la presó de Lepoglava en comparació amb els altres presos, tenint assignat el doble d'espai vital del que normalment s'assignava, així com una cel·lal contigua com a capella personal.
El 1970, el diari Glas Koncila va publicar un text sobre Stepinac, pres de L'Osservatore Romano que va fer que l'edició fos confiscada per decret judicial. El procés de beatificació de Stepinac va començar el 9 d'octubre de 1981. L'Església Catòlica va declarar Stepinac màrtir l'11 de novembre de 1997. Per al catolicisme, Joan Pau II va resoldre el debat sobre Stepinac a Zagreb el 3 d'octubre de 1998, quan va declarar que Stepinac havia estat realment martiritzat. Joan Pau II havia declarat anteriorment que, quan un candidat a la santedat havia estat martiritzat, la seva causa podria avançar sense el requisit normal de tenir la prova d'un miracle obrat pel candidat. D'acord amb això, beatificà el cardenal després d'aquestes paraules:
| «             | Una de les figures més destacades de l'Església Catòlica, després d'haver patit en el seu propi cos i el seu esperit les atrocitats del sistema comunista, és ara confiat a la memòria dels seus compatriotes amb la credencial radiant del martiri. | » |
| — Joan Pau II | |   |

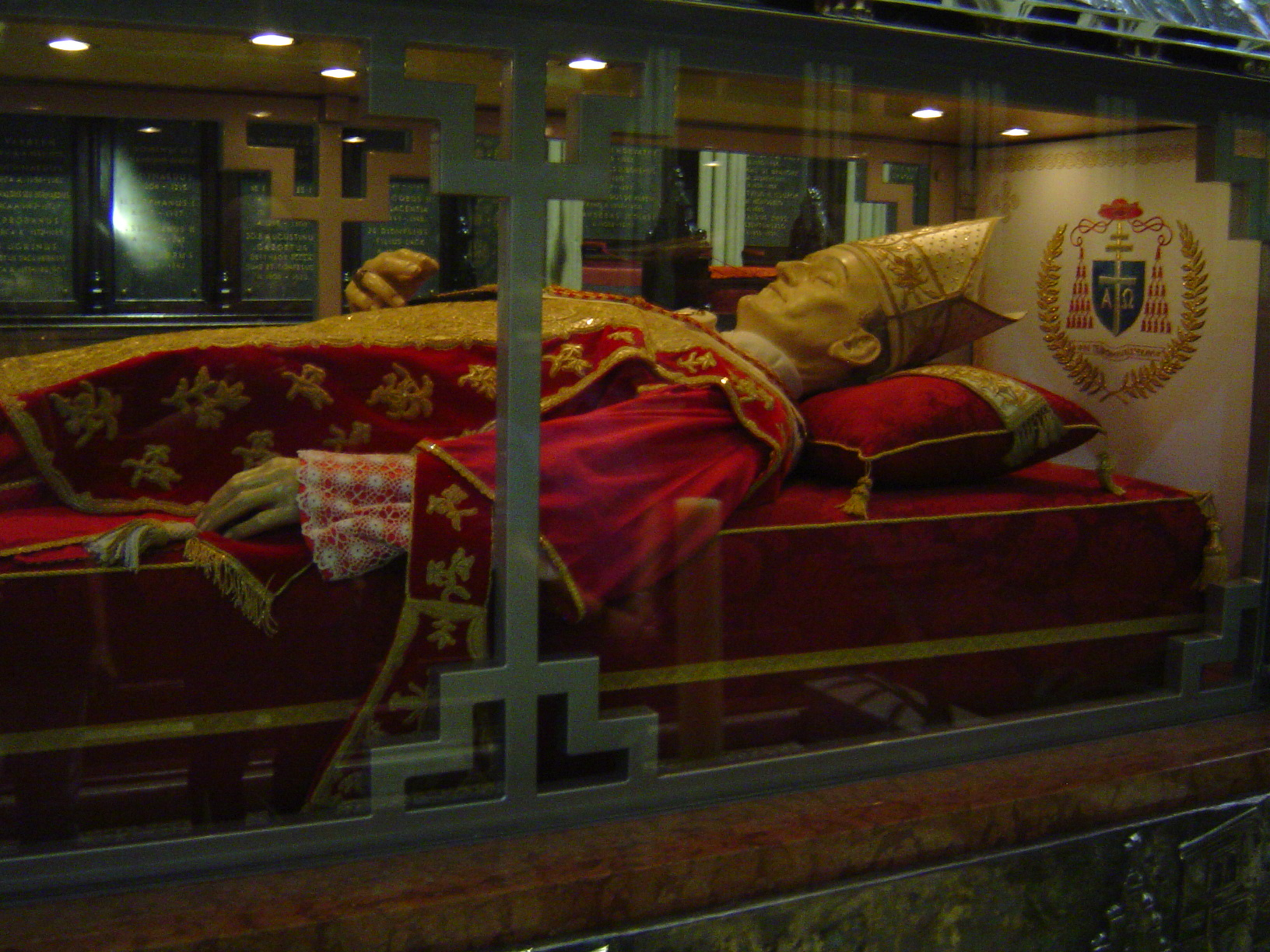
Tomba de Stepinac a la Catedral de Zagreb

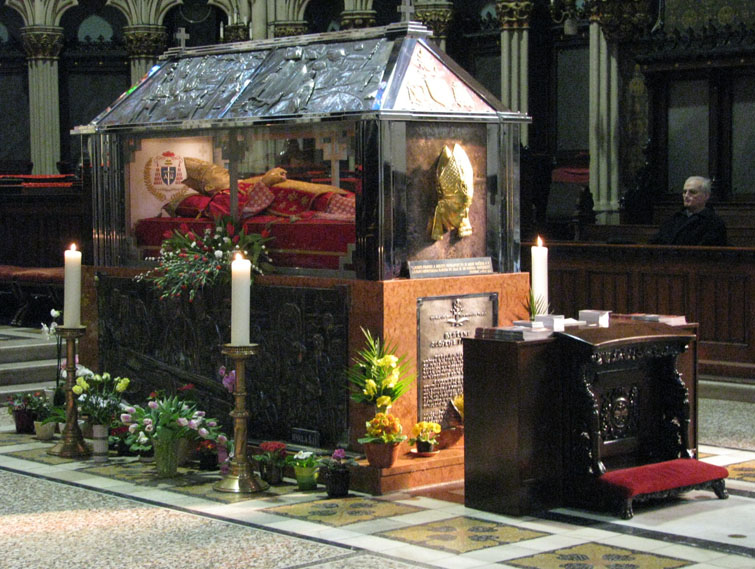
Mausoleu del beat

L'acte de beatificació, que va tenir lloc a la basílica de Marija Bistrica, es va fer davant de 400.000 fidels. Joan Pau II va fer crides al perdó i la reconciliació, però va evitar fer referències directes a les crítiques jueves o sèrbies. Molts no catòlics s'han mantingut escèptics sobre el martiri de Stepinac, i sobre les seves qualitats com a sant en general. Alguns van veure el seu procés de beatifiació com una provocació, i els seus crítics més aferrissats l'han anomenat sant patró de genocidi. La beatificació va tornar a engegar velles controvèrsies entre el catolicisme i el comunisme, i entre serbis i croats. Coincidint amb l'anunci de la beatificació, l'Església Ortodoxa Sèrbia va iniciar la canonització de set clergues morts a mans dels ústaixes, en un procés que va concloure l'any 2000. La comunitat jueva de Croàcia, alguns membres de la qual van ser ajudats per Stepinac durant la Segona Guerra Mundial, no s'oposà a la beatificació, però el Centre Simon Wiesenthal va demanar el seu ajornament fins que no es fes una investigació exhaustiva de la conducta de Stepinac durant la guerra, petició que va ser ignorada pel Vaticà.
El 14 de febrer de 1992 Vladimir Šeks, president del Sabor croat, va proposar una declaració condemnant la decisió del tribunal i el procés que va conduir-hi. La declaració va ser aprovada, juntament amb una de similar sobre la mort del funcionari comunista croat Andrija Hebranga. Es va dir que la veritable raó de l'empresonament de Stepinac va ser assenyalar molts crims comunistes i, especialment, negar-se a formar una Església croata sense influència vaticana. Tanmateix, el veredicte no ha estat mai formalment impugnat ni anul·lat per cap tribunal, fins i tot quan entre 1997 i 1999 va ser possible en virtut de la legislació croata.
El 1984 una comunitat d'emigrants croats de Cleveland, va construir una Casa Croata d'Amèrica a Eastlake (Ohio), amb el nom de Stepinac, i va hi va posar l'estàtua més gran que l'estàtua més gran que existeix de l'arquebisbe.
El 1998, el Banc Nacional de Croàcia va emetre monedes commemmoratives de Stepinac, d'or (500 kuna) i de plata (150 kuna).